# 태풍 볼라벤 (2018년)

## 태풍의 진행

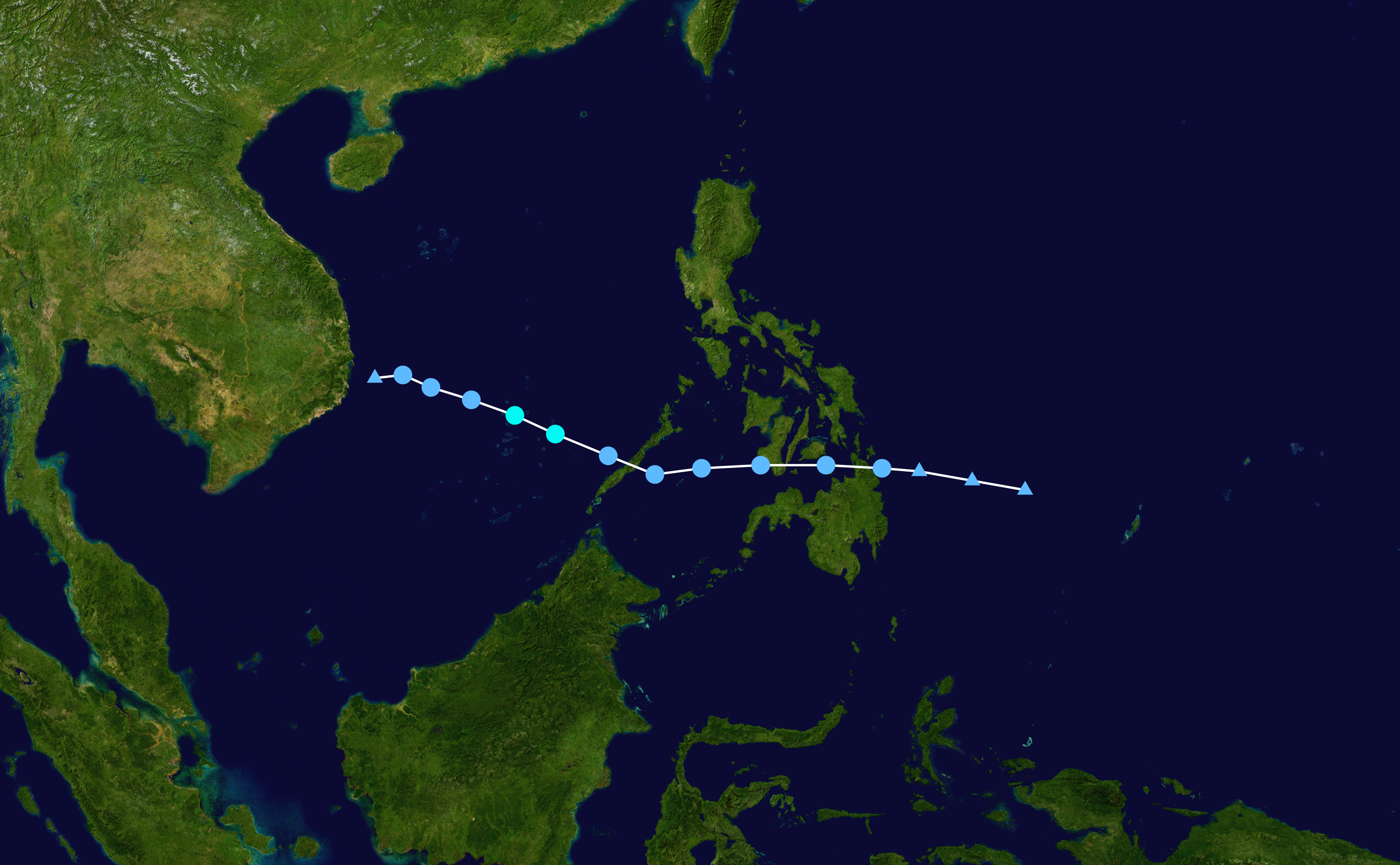
태풍 볼라벤의 이동 경로

태풍 볼라벤(태풍 번호: 1801, JTWC 지정 번호: 01W, 국제명:Bolaven, 필리핀 기상청(PAGASA) 지정 이름:Agaton)
은 1월 3일 오전 9시에 중심기압 1002hPa, 최대풍속 18m/s, 강풍 반경 110km, 크기 '소형'의 열대폭풍으로 필리핀 마닐라 남서쪽 약 710km 부근 해상에서 발생하였다.(일본 기상청 태풍정보 속보치 기준) 발생 이후 추가 발달 없이, 서~서북서진하다가 1월 4일 오전 9시에 베트남 호치민 동북동쪽 약 510km 부근 해상에서 중심기압 1006hPa의 열대저압부로 소멸하였다.(한국 기상청 기준으로는 1002hPa) 볼라벤은 라오스에서 제출한 이름으로 라오스에 있는 고원을 의미한다.

## 같이 보기
- 2018년 태풍